# Tephriopis
Tephriopis är ett släkte av fjärilar. Tephriopis ingår i familjen nattflyn.
Kladogram enligt Catalogue of Life:
| Tephriopis | \| \| Tephriopis arabescalis \| \| \| \| \| \| Tephriopis divulsa \| \| \| \| |
|            | \| \| Tephriopis arabescalis \| \| \| \| \| \| Tephriopis divulsa \| \| \| \| |
|            | Tephriopis arabescalis                                                        |
|            |                                                                               |
|            | Tephriopis divulsa                                                            |
|            |                                                                               |